# Indicatif régional 813

Carte de l'État de la Floride avec les territoires de ses fuseaux horaires et de ses indicatifs régionaux.

L'indicatif régional 813 est l'un des multiples indicatifs téléphoniques régionaux de l'État de la Floride aux États-Unis. Il dessert la région de Tampa, incluant les villes de Zephyrhills et Oldsmar, situées dans le centre ouest de l'État.
La carte ci-contre indique le territoire couvert par l'indicatif 813.
L'indicatif régional 813 fait partie du Plan de numérotation nord-américain.